# Jevgenija Sotnikova

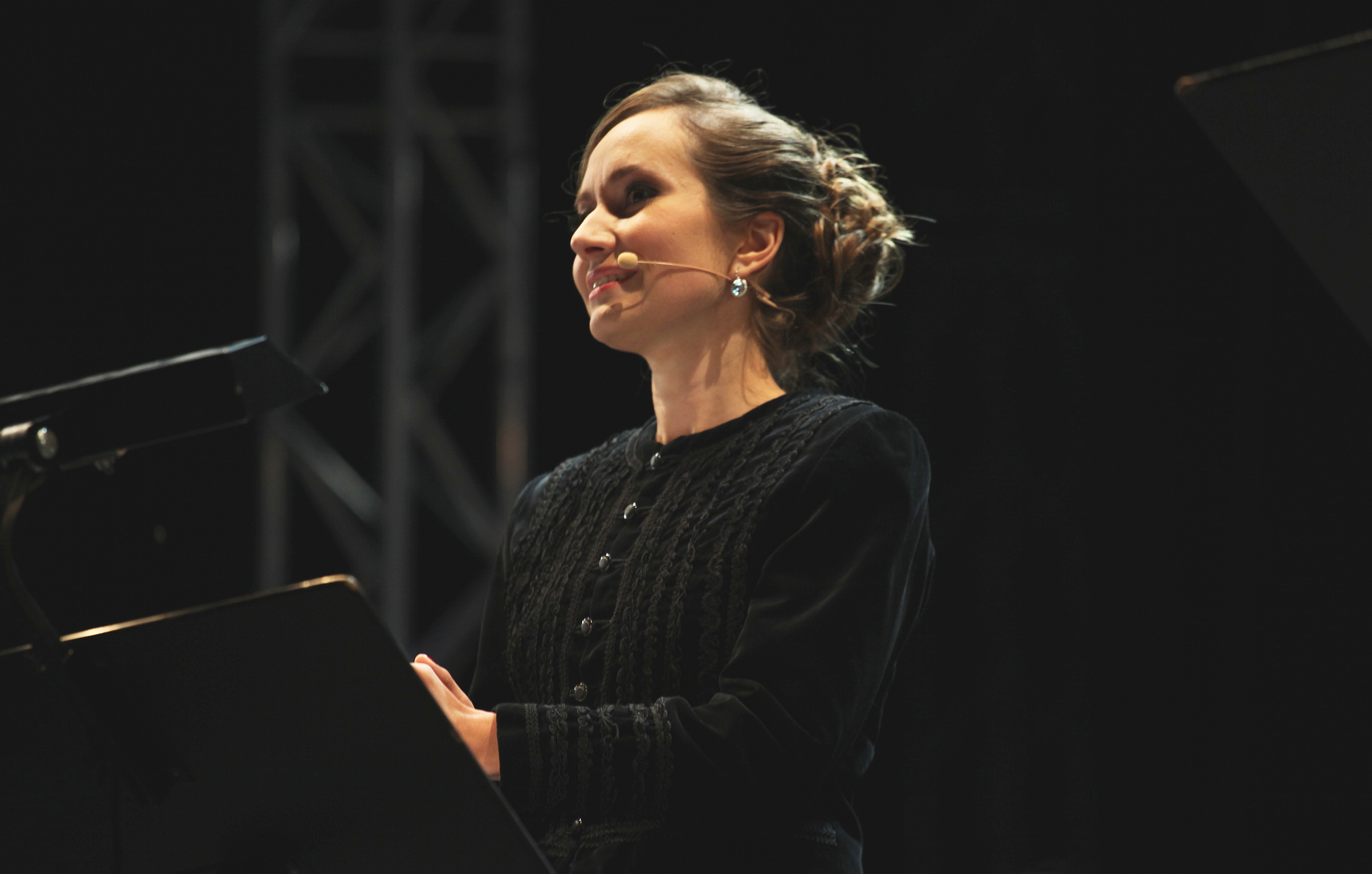
Jevgenija Sotnikova, artistnamn Evgenia Sotnikova på Stortorget i Malmö augusti 2016 Konsertant framförande av Figaros Bröllop

Jevgenija Sotnikova, född 20 september 1986, i Kurgan, Sibirien, är en rysk sopran. 

## Biografi
Efter ordinarie skolgång började Sotnikova att studera vid det statliga Rimskij-Korsakov-konservatoriet i Sankt Petersburg. Under studietiden där vann hon 2005 andra pris i Rachmaninov-tävlingen i Sankt Petersburg. År 2006 vann hon tredje pris vid Ryska festivalens "Tre decennier av klassiska romanser". 2008 vann hon tredje pris vid den Internationella Operasångtävlingen. Samma år avlade hon examen. År 2009 tilldelades hon Oscar und Vera Ritter-Stiftung Prize vid den Internationella Sångtävlingen i italiensk opera i Dresden i Tyskland. Efter det knöts hon till operastudion vid Bayerische Staatsoper i München och etablerade sig med tiden i dess ordinarie ensemble.   
Hon spelade där Första nymfen (Rusalka), Frasquita (Carmen), Barbarina (Figaros Bröllop), Rösten från himlen (Don Carlos), Berta (Barberaren i Sevilla), Blomsterflickan (Parsifal) och som Anna (Nebukadnessar). Hennes första roll utanför Tyskland  blev i England med Glyndebourne Touring Company, i rollen som första skogsnymfen i Dvoraks opera Rusalka. 
Senare sjöng hon rollen som Ilia i Mozarts Idomeneo och Leila i Bizets Pärlfiskarna på Stadttheater Klagenfurt.  2014 sjöng hon Jemmy i Wilhelm Tell på premiären vid Münchens Opera Festival på Bayerska Statsoperan. Hösten 2016 gjorde hon rollen som Grevinnan i Figaros Bröllop på Malmö Opera.